# جورج لانغ
جورج لانغ (بالألمانية: Georges Lang) (و. القرن 19  م) هو لاعب كرة قدم، من سويسرا، ولد في فينترتور، يلعب كمهاجم.

## مناصب
تولى منصب رئيس ‏، نادي فينترتور (31 أكتوبر 1907–31 مارس 1909).